# Luigi Agnolin
Luigi Agnolin (Bassano del Grappa, 23 de março de 1943 – Bassano del Grappa, 29 de setembro de 2018) foi um árbitro de futebol da Itália.
Apitou sua primeira partida na Serie A em 1973. Integrou o quadro de árbitros da FIFA entre 1978 e 1990.
Participou de duas Copas do Mundo: em 1986 mediou três partidas inclusive uma das semifinais, e em 1990 apenas uma.
Apitou as finais da Taça dos Clubes Vencedores de Taças de 1986–87 entre Ajax e Lokomotive Leipzig e da Taça dos Clubes Campeões Europeus de 1987–88 entre PSV Eindhoven e Benfica.
Após encerrar a carreira na arbitragem, ocupou cargos na administração de Roma, Venezia, Hellas Verona e Perugia.